# Михаил Балкански
Михаил Георгиев Балкански  е български цигулар, диригент и музикален педагог.

## Биография
Роден е на 7 октомври 1909 г. в с. Слатина (дн. квартал на София) и на 7-годишна възраст започва да свири на цигулка при чеха Франц Ханел, а след това и при „бащата на българския симфонизъм“ Саша Попов. През 1926 година постъпва в Държавната музикална академия (ДМА), където изучава цигулка под ръководството на проф. Ханс Кох от Прага, но завършва при Саша Попов. По време на следването си работи като концертмайстор на оркестъра на Кооперативния театър (1926–1928) и в Гвардейския оркестър (1928–1931). От есента на 1931 г. е в оркестъра на Софийската народна опера, а през следващата година е избран за негов втори концертмайстор. По същото време започват и изявите му като солист и камерен изпълнител. По-късно, в началото на 1950 г., М. Балкански е назначен и за асистент на Асен Найденов, главен диригент на Софийската опера, и дирижира редица оперни и балетни спектакли: „Отвличане от Сарая“, „Тайният брак“, „Любовен еликсир“, „Севилският бръснар“, „Иван Сусанин“ и др.
През лятото на 1943 г., заедно с други български музиканти, М. Балкански взема участие в международния курс по цигулка в австрийския град Залцбург, воден от изтъкнатия изпълнител и педагог Ваша Пшихода.
От 28 ноември 1941 г. е лектор по цигулка и облигатна цигулка в ДМА, хоноруван (1947) и редовен професор (1956). Дирижира също репетициите на създадения през 1928 г. Академичeн симфоничен оркестър, прераснал (като един от инициаторите е М. Балкански) в Софийска държавна филхармония.
Макар и пенсионер от 1 октомври 1976 г. до смъртта си през 1985 г. проф. М. Балкански е хоноруван професор в ДМА.
Проф. Михаил Балкански има архивен фонд от личен произход, съхраняван в Централния държавен архив под № 1523, все още необработен.